# Адрастея (спутник)
Адрастея (др.-греч. Ἀδράστεια) — внутренний спутник Юпитера, второй по удалённости от планеты после Метиды. Известна также как Юпитер XV.

## Открытие
Была обнаружена 8 июля 1979 года американскими астрономами Дэвидом Джуиттом и Эдвардом Даниэльсоном на снимках, полученных межпланетной станцией «Вояджер-2», и получила временное обозначение S/1979 J 1. В 1983 году получила официальное название в честь древнегреческой богини Адрастеи, дочери Зевса. Аппарат «Галилео» получил более качественные фотографии, но даже на них размер Адрастеи составляет всего несколько пикселей.

## Орбита и вращение
Адрастея движется непосредственно в системе колец Юпитера и, предположительно, является для кольца источником материала. Орбита Адрастеи почти совпадает с орбитой Метиды. Она практически круглая и лежит почти в плоскости экватора Юпитера. Её радиус меньше предела Роша для жидких спутников, но, очевидно, больше предела для твёрдых, поскольку эти спутники ещё не разорвало приливными силами. Но Метида и Адрастея облетают Юпитер быстрее, чем он делает оборот вокруг своей оси, и, как следствие, приливные силы постепенно уменьшают радиус их орбит. В отдалённом будущем они, скорее всего, столкнутся с планетой.
Спутник совершает оборот вокруг Юпитера за 7 часов и 9,5 минут. Период вращения вокруг своей оси неизвестен.
Адрастея, как и другие спутники, которые движутся в пределах колец, очищают от частиц окрестности своей орбиты. Ширина очищенной зоны для Адрастеи оценивается в 70 км (что в 2,5 раза меньше, чем для Метиды).

## Физические характеристики
Адрастея имеет размеры 20×16×14 км (средний радиус — 8,2 км). Средняя плотность оценивается как 0.90 ± 1.85 г/см3. Площадь поверхности оценивается значениями от 840 до 1600 (~1200) км². Это делает Адрастею наименьшим из четырёх внутренних спутников Юпитера. Масса, объём и состав Адрастеи неизвестны, но если предполагать, что приблизительная её плотность равна таковой у Амальтеи, то есть около 0.86 г/см3, масса Адрастеи может составлять 2 × 1015 кг. Плотность Амальтеи предполагает, что её состав содержит водяной лёд и полость на 10-15 %, и Адрастея может иметь схожие характеристики.
Из-за низкого разрешения доступных изображений Адрастеи о деталях её поверхности пока ничего не известно.